# Großsteingrab Kyndby Marker 2
Das Großsteingrab Kyndby Marker 2 ist eine megalithische Grabanlage der jungsteinzeitlichen Nordgruppe der Trichterbecherkultur im Kirchspiel Kyndby in der dänischen Kommune Frederikssund.

## Lage
Das Grab liegt südwestlich des Hofs Nyvangsgaarden auf einem Feld in einer Senke. In der näheren Umgebung gibt bzw. gab es zahlreiche weitere megalithische Grabanlagen.

## Forschungsgeschichte
In den Jahren 1873 und 1942 führten Mitarbeiter des Dänischen Nationalmuseums Dokumentationen der Fundstelle durch. Eine weitere Dokumentation erfolgte 1984 durch Mitarbeiter der Forst- und Naturbehörde.

## Beschreibung
Die Anlage besitzt eine nordost-südwestlich orientierte rechteckige Hügelschüttung mit einer Länge von 13 m. Die Breite wurde 1873 mit 6,5 m, 1942 hingegen mit 7,5 m angegeben. von der Umfassung sind noch 21 Steine erhalten: jeweils acht an den Langseiten, drei an der südwestlichen und zwei an der nordöstlichen Schmalseite. Die Grabkammer liegt im Zentrum des Hügels und ist quer zu diesem orientiert. Von ihr ist nur der Deckstein erkennbar, die Wandsteine stecken vollständig in der Erde. Die Kammer kann daher nur allgemein als Dolmen angesprochen werden. Eine feinere Klassifizierung und eine Bestimmung der Maße ist ohne genauere Untersuchung nicht möglich.